# ایستگاه هرو-آن-ده-هیل
ایستگاه هرو-آن-ده-هیل (انگلیسی: Harrow-on-the-Hill station) یکی از ایستگاه‌های خط متروپولیتن متروی لندن و خط لندن تا آیلزبری راه‌آهن انگلستان است.
این ایستگاه که در منطقه هرو لندن قرار دارد در سال ۱۸۸۰ میلادی تأسیس شده است.

## نگارخانه

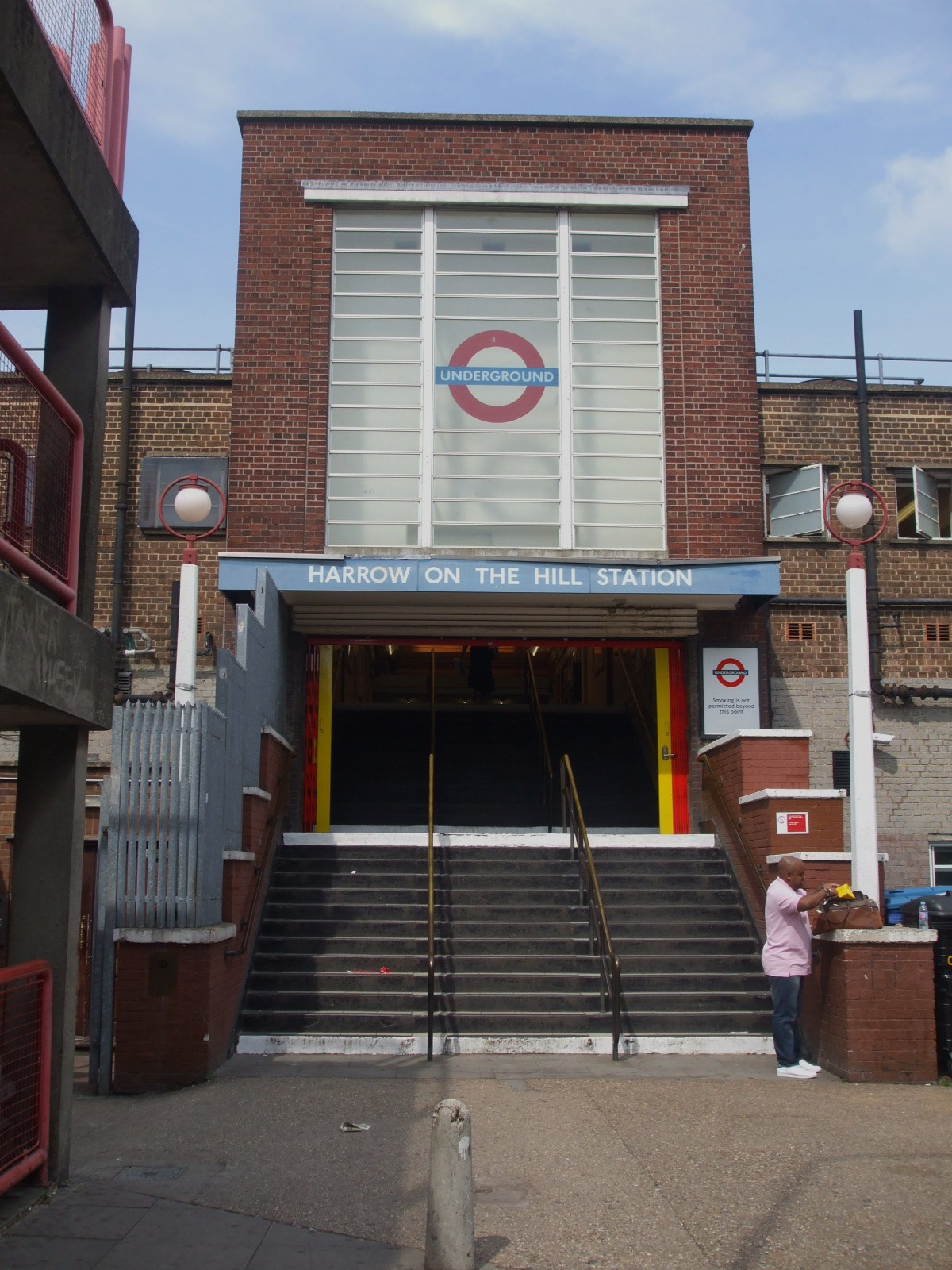
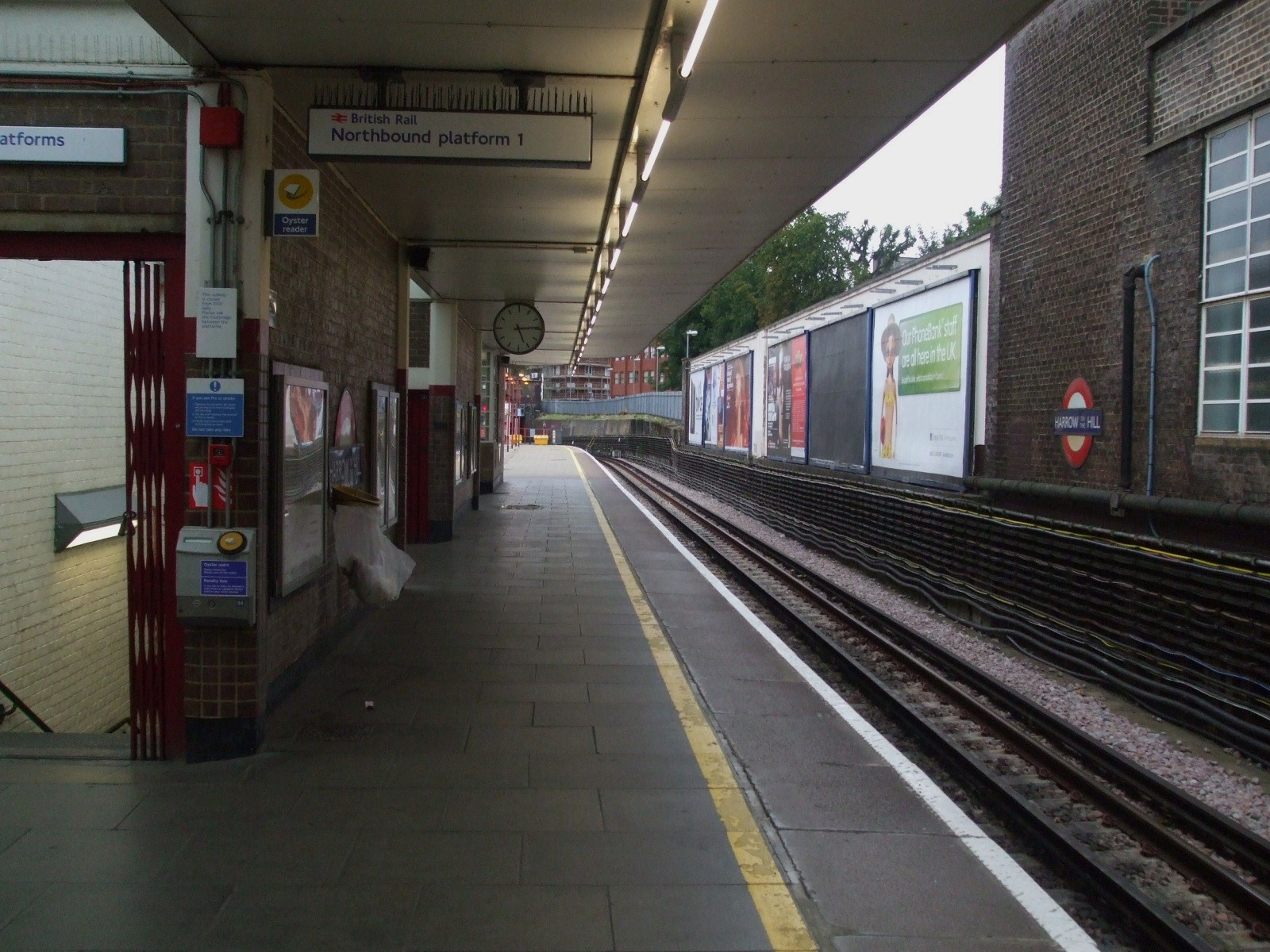
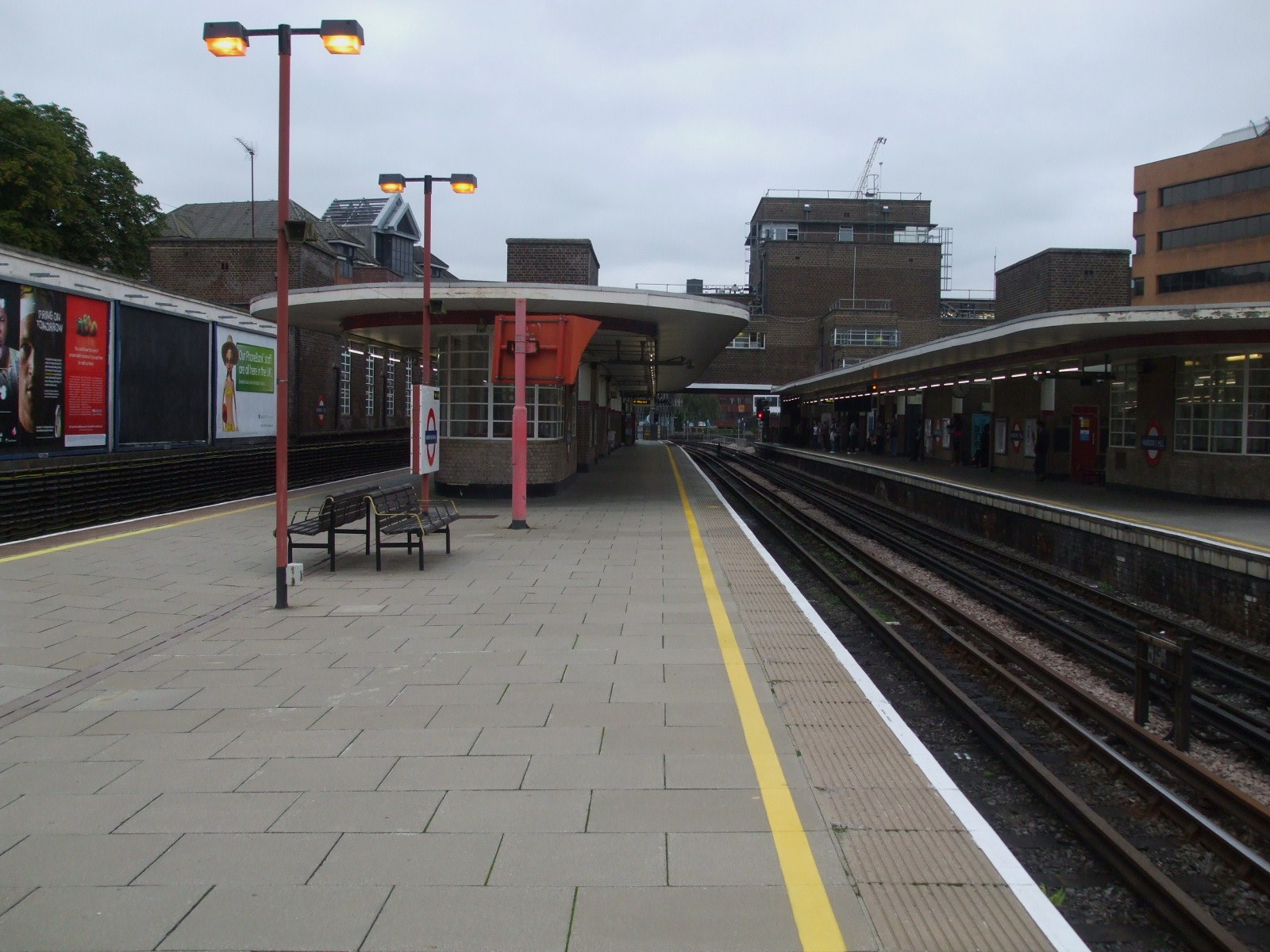
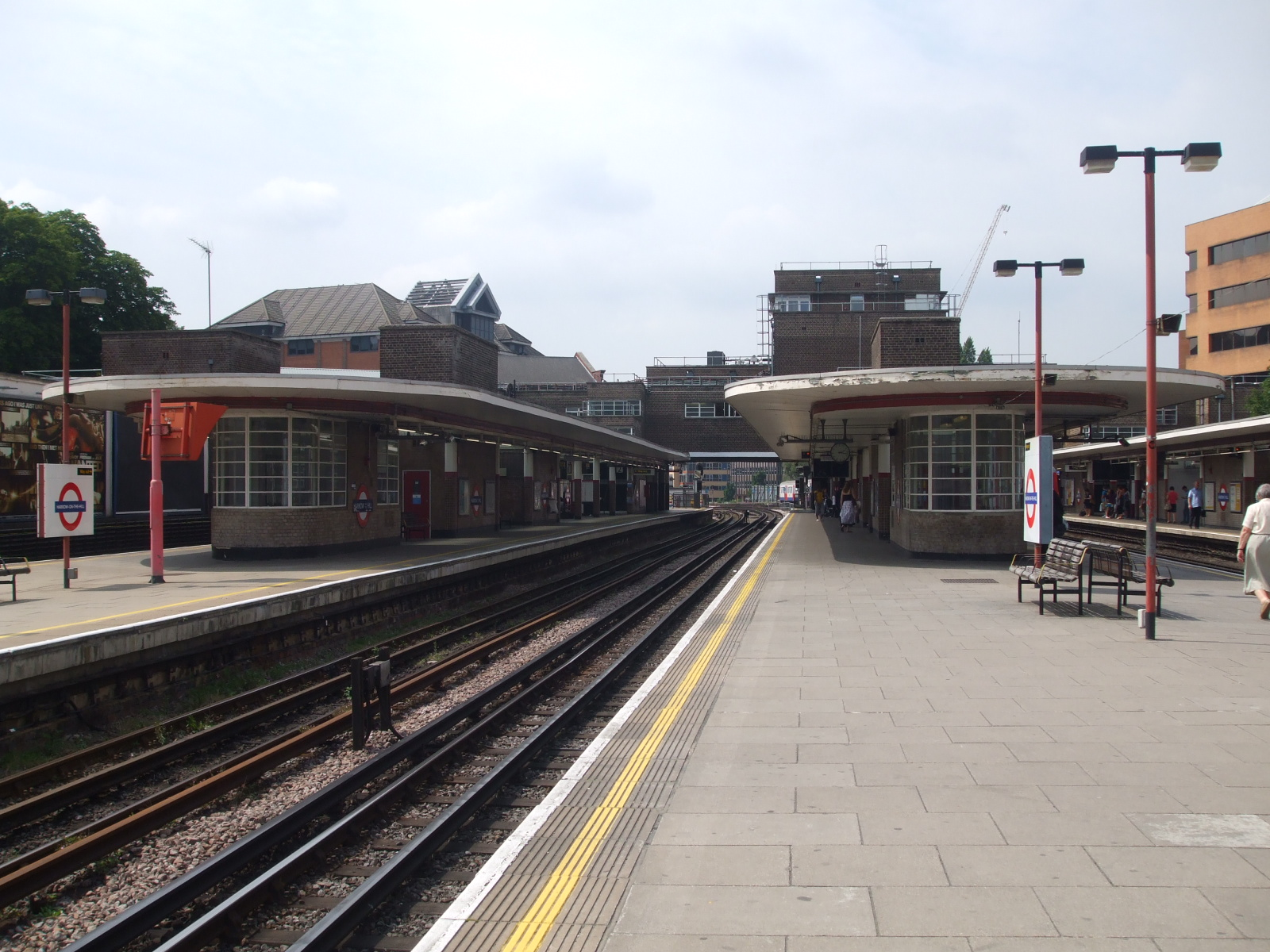
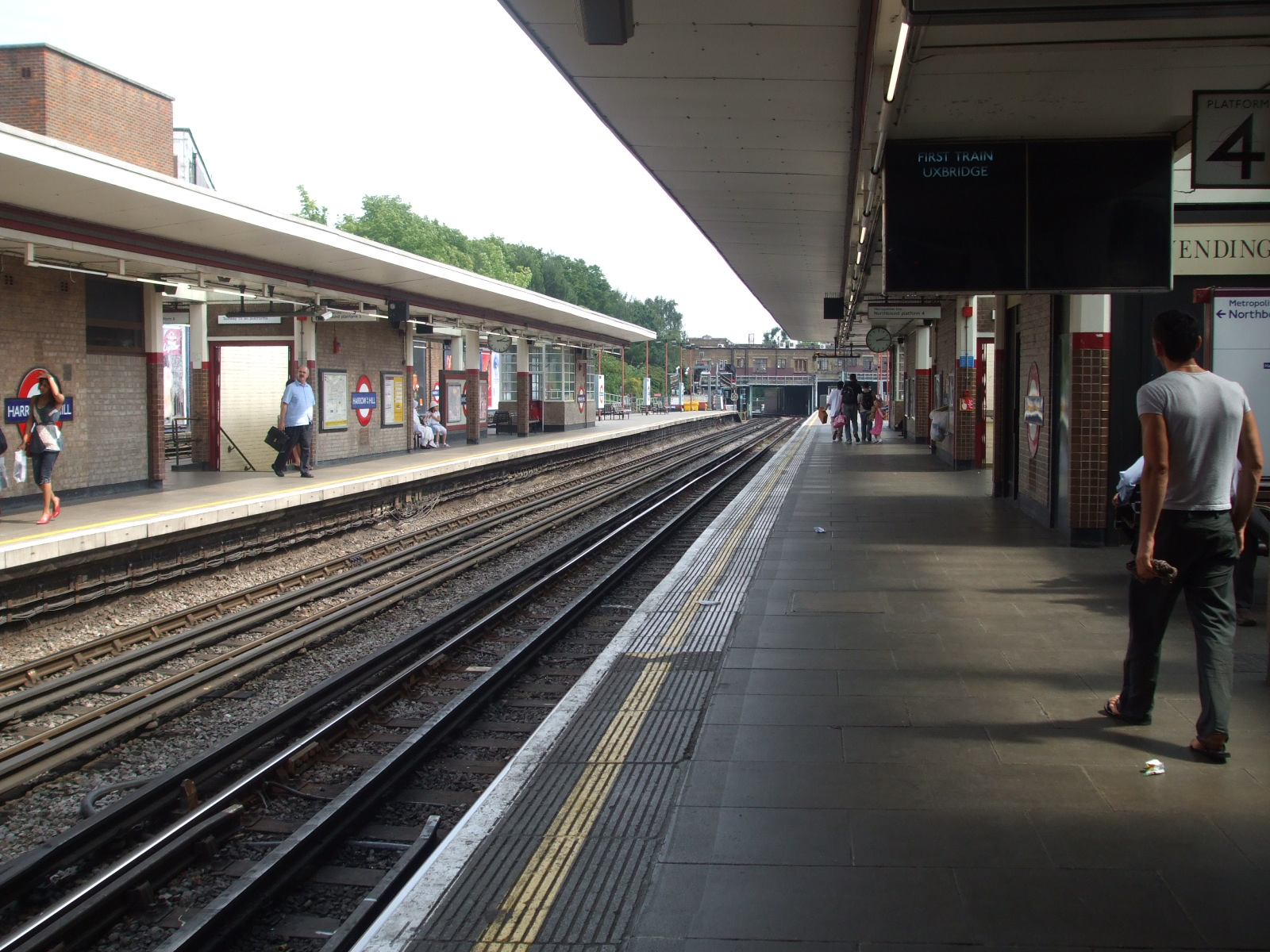
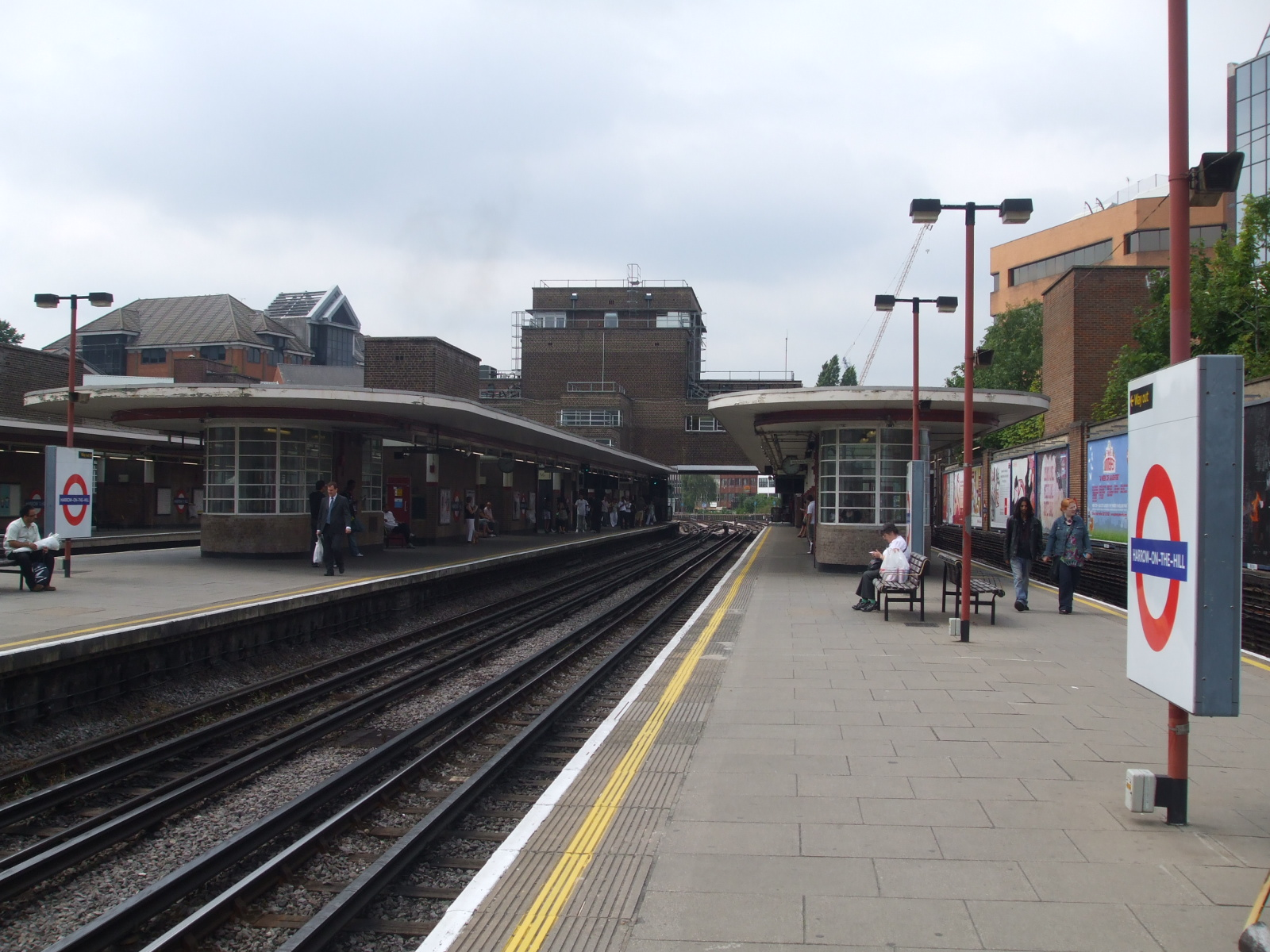
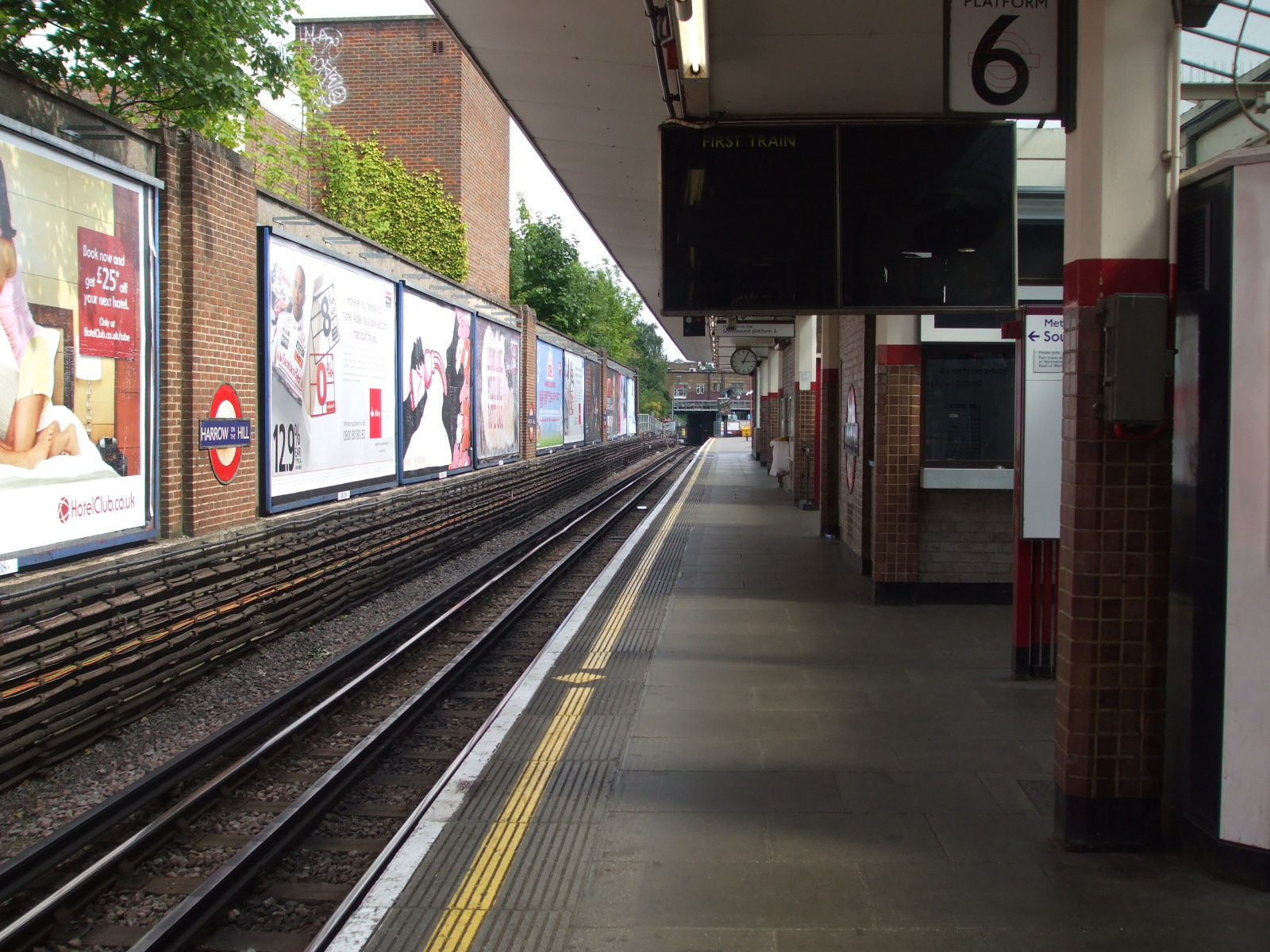
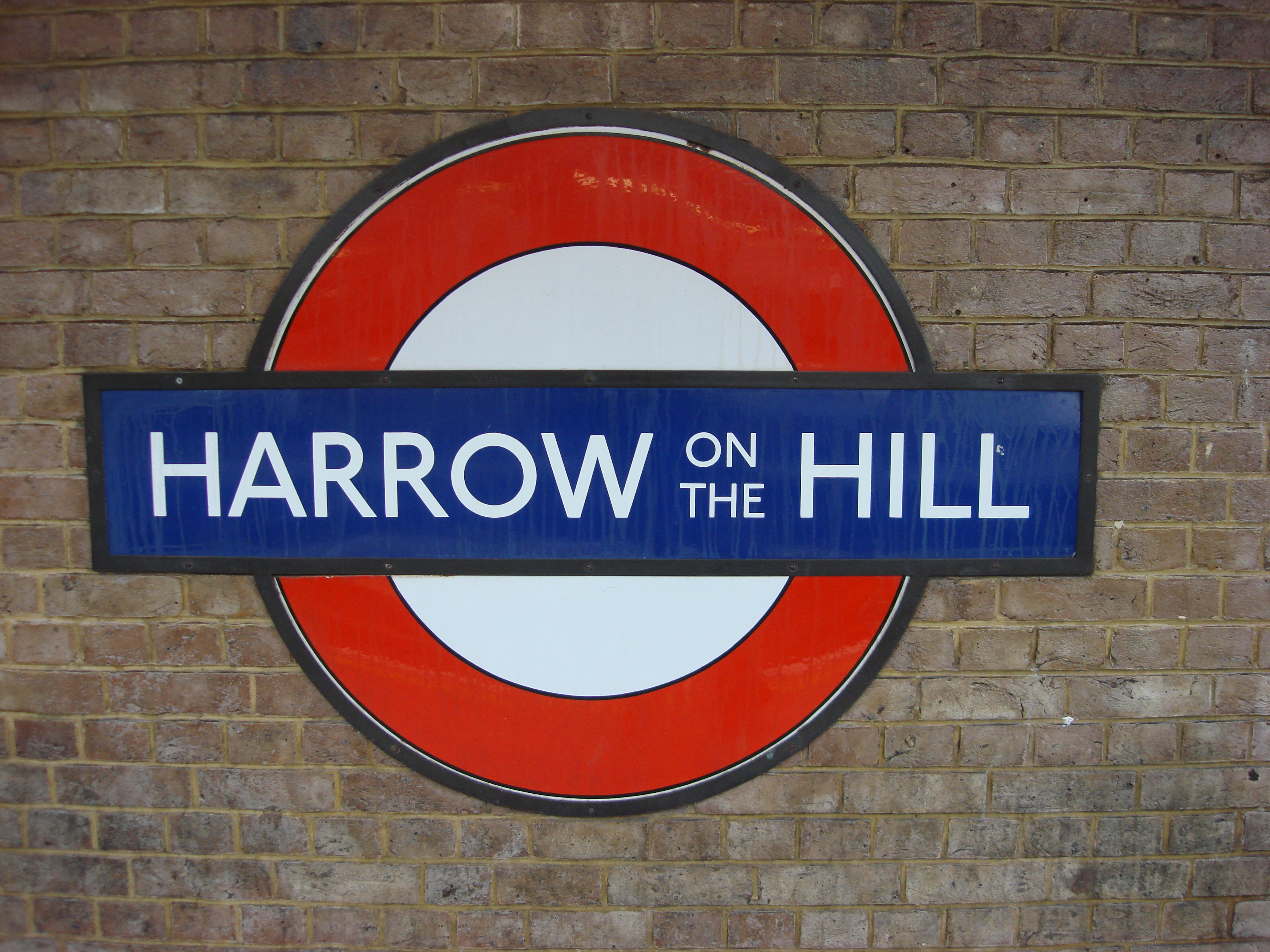